# チューダーズ・ビスケット・ワールド
チューダーズ・ビスケット・ワールド（英: Tudor's Biscuit World）は、アメリカ合衆国のウェストバージニア州ニトロを拠点とするレストラン・チェーンである。同州の店舗の多くは建物をジーノズ・ピザ・アンド・スパゲティと共有するが、ウェストバージニア州にしかないジーノズと違いオハイオ州南東部やケンタッキー州東部など広範囲に展開している。
チューダーズは南部料理のビスケット、ビスケット・サンドイッチ、家庭的な朝食および夕食、マフィン、副菜を提供している。当初、チャールストンを拠点にチェーン展開し、マーシャル大学、ウェストバージニア大学、チャールストン大学などその地域で活躍するスポーツチームの名前を付けられたビスケット・サンドイッチがある。